# Лондонська конференція (1956)

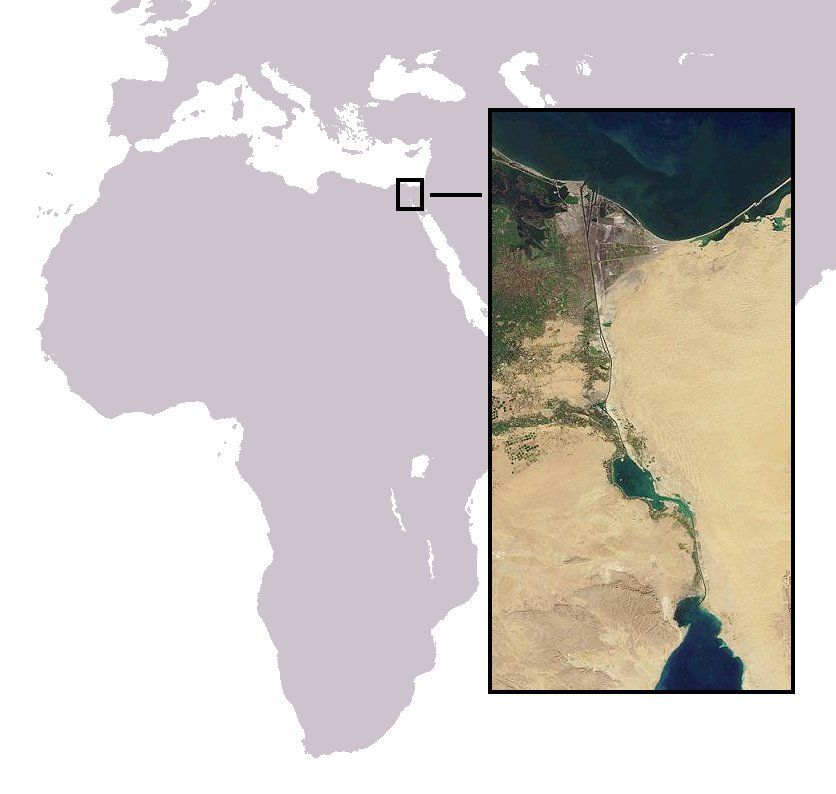
Розташування Суецького каналу

Лондонська конференція 1956 зі Суецького питання — назва конференцій, які відбулися в Лондоні 18—23 серпня 1956 року і 19—21 вересня 1956 року й мали врегулювати питання міжнародного використання Суецького каналу. Це питання виникло після націоналізації каналу в липні 1956 року, що зашкодило інтересам Великої Британії та Франції. Вісімнадцять держав-учасниць підписало декларацію про створення Асоціації користувачів Суецького каналу (Suez Canal Users’ Association, SCUA), яка мала фінансувати та керувати каналом.
Рішення конференції не були впроваджені в життя, бо єгипетський уряд не погодився на спільне використання каналу. Це спричинило підписання таємного англо-франко-ізраїльського Севрського протоколу та військовий конфлікт у жовтні-листопаді 1956 року, відомий під назвою «Суецька криза».

## Передумови та наслідки

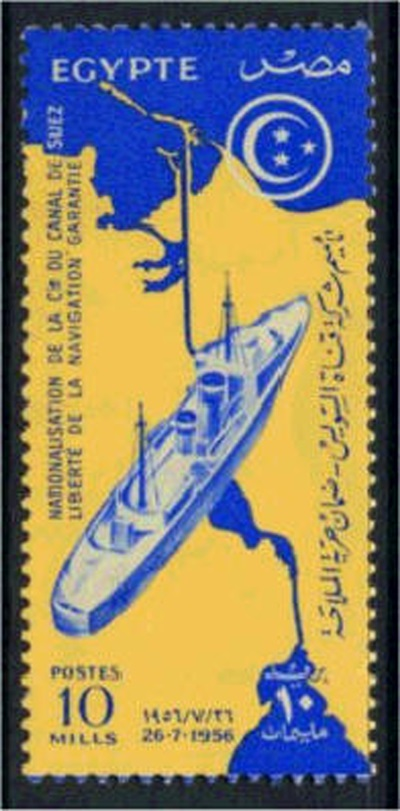
Марка, присвячена націоналізації каналу

У відповідь на єгипетську націоналізацію компанії Суецького каналу наприкінці липня 1956 року, Сполучені Штати, Велика Британія та Франція провели дві конференції, до яких були запрошені деякі морські держави, щоб правильно відреагувати на цю подію.
Запрошення на першу лондонську конференцію було надіслано всім 24 державам, що підписали Константопольську конвенцію 1888 року, яка регулювала управління Суецьким каналом. Єгипет і Греція (яка сперечалася з Британією через Кіпром) відмовилася від участі; натомість, Радянський Союз і Індія виступали з антиімперіалістичної та антиколоніальної точки зору й захищали права Єгипту. Під час конференції міністр закордонних справ Великої Британії Селвін Ллойд зумів переконати вісімнадцять держав, у тому числі США, підписати офіційну декларацію, в якій була вимога щодо створення нового міжнародного агентства, який представлятиме інтереси всіх користувачів каналу та візьме на себе адміністрацію каналу.
Делегації не змогли переконати уряд Насера прийняти рішення Лондонської конференції, а загроза військового втручання Франції та Британії, тому держсекретар США Джон Фостер Даллес закли́кав провести другу конференцію, яка розпочалася в Лондоні 19 вересня.
Вісімнадцять держав, які підписали декларацію на першій конференції, прийняли пропозицію Даллеса про створення Асоціації користувачів Суецького каналу (Suez Canal Users’ Association, SCUA), яка мала на практичному рівні опікуватися питаннями фінансування та управління каналом і тим самим забезпечувати права держав-учасниць. Однак, як сказав пізніше Ентоні Іден (тодішній прем'єр Великої Британії), нове об'єднання було «мертвонародженим». Єгипетський уряд не бажав допускати інші держави до керування каналом.
Обидві конференції жодним чином не розв'язали покладеного завдання, а Британія, Ізраїль і Франція через місяць підписали таємний Севрський протокол, узгодивши спільну військову операцію проти Єгипту в жовтні-листопаді 1956 року, відому під назвою операція «Кадеш».